# Leopard-Buschfisch
Der Leopard-Buschfisch (Ctenopoma acutirostre) gehört innerhalb der Familie Kletterfische (Anabantidae) zur Gattung Buschfische (Ctenopoma).

## Merkmale
Typisch für diesen Fisch sind die dunklen Flecken auf hellem Untergrund. Die Anordnung der Flecken ist bei jedem Tier individuell. Ein weiteres Merkmal dieser Tiere sind die großen braunen Augen, die auf eine Nachtaktivität dieser Tiere schließen lassen. Das Maul dieser Fische kann blitzschnell hervorschnellen, so entsteht ein Unterdruck der vorbeischwimmende Beutetiere in das Maul zieht. Die beiden Geschlechter auseinanderzuhalten ist eher schwierig, die Männchen sind allerdings etwas größer als die Weibchen und die Rückenflossenstrahlen sind kräftiger ausgebildet. Die Weibchen sind kleiner und weisen weniger Körperflecken auf.

## Vorkommen
Der Leopard-Buschfisch kommt in den Einzugsgebieten des Kongo vor. Dort bewohnt er dicht zugewachsene Uferregionen.

## Lebensweise
Dieser Fisch versteckt sich tagsüber meist und meidet das Tageslicht eher, er lauert nachts auf vorbeischwimmende Beutetiere. Er ernährt sich von Larven und kleinen Krebsen, größere Exemplare fressen auch kleinere Fische. Der Leopard-Buschfisch ist ein sehr langsamer Fisch, der oft Stunden ohne sich zu bewegen ausharren kann.